# 符雷
符雷，曾任中央网信办应急局副局长，中央网信办网络新闻信息传播局(网络理论传播局)副局长。
2020年4月，任内蒙古自治区党委宣传部副部长，自治区党委网络安全和信息化委员会办公室主任、自治区互联网信息办公室主任。